# Václav Filípek
Václav Filípek (29. srpna 1811 Veselí nad Lužnicí – 27. května 1863, Praha) byl český národní buditel, divadelník, překladatel a novinář. Ottův slovník naučný uvádí, pravděpodobně nesprávně, rok narození 1812.

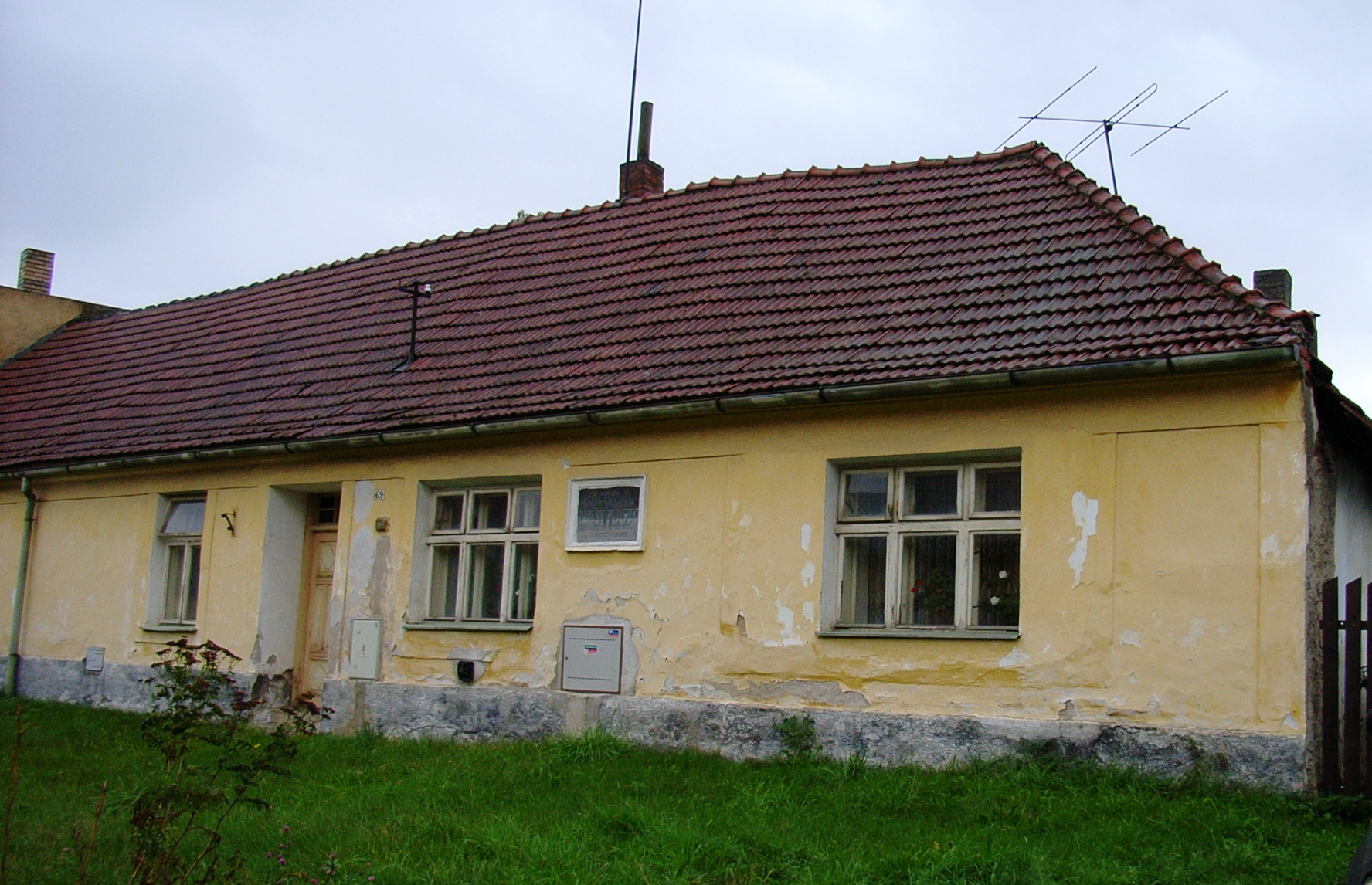
Rodný dům V.Filípka ve Veselí nad Lužnicí

## Rodina a dětství
Václav Filípek je rodák z Veselí nad Lužnicí a rod Filípků má kořeny v blízké obci Sviny, kde děd Josef Filípek byl sedlák a otec Josef Filípek tkadlec a zemědělec. Ten se v r. 1804 přestěhoval do města do koupeného domku a zde se Václav narodil jako třetí syn. V roce 1817 začal chodit do místní školy a od roku 1827 bydlel a studoval v Jindřichově Hradci gymnázium, kde byl ovlivněn zejména prof. Janem Dubským a Martinem Hrubým; pro pilnost a svědomitost byl mladý Václav od druhé třídy osvobozen od placení školného; spřátelil se s žáky Aloisem Matoušovským a Karlem Tupým (později umělecké jméno Boleslav Jablonský); zajímal se o mateřskou řeč a literaturu a také napsal svoji první čtyřsvazkovou sbírku básní „Sbírka všelikého cvičení v básnickém slohu“. V roce 1832 Filípek (také Matoušovský a Tupý) gymnázium absolvoval a odešel na další studia do Prahy.

## Život v Praze

### Studium
Václav Filípek spolu se svými jihočeskými přáteli studoval filozofickou fakultu a navštěvoval i nepovinné přednášky dějin filozofie, estetiky a české mluvnice, po dalším studiu (pedagogika) získal na fakultě v dubnu 1835 vychovatelské osvědčení. V Praze brzy pronikl mezi české vlastence, zapojil se do kulturního dění a sblížil se s Josefem Kajetánem Tylem a přestěhoval se ze studentského společného bytu v hostinci na Dobytčím trhu k němu (byt v kasárnách u Truhlářské ul.). Začala jejich plodná spolupráce v redakci časopisu Kwěty české. Prvním Filípkovým literárním příspěvkem byla otištěná povídka „Divotvorný kvítek“ (23. ledna 1834).

### Divadlo
V druhé polovině roku 1833 se kolem Tyla seskupili lidé (např. Karel Hynek Mácha, Karel Sabina), kteří usilovali o české divadlo a Václav Filípek byl mezi nimi a stal se hercem-členem divadla. Hrál v mnohých hrách pod jménem „Líp“, také ve Stavovském divadle, ale více ho zajímala práce novinářská. Přesto je autorem dvou her.

### Filípek – novinář
Filípek se věnoval nejen osvětovým článkům, ale jako novinář v časopisu Kwěty české (založené 1834, jako především almanach básníků a spisovatelů, jedno z nejstarších periodik v Evropě, později týdeník Květy), zavedl nový publicistický útvar – fejeton. Tento žánr se do Čech dostal v té době z Francie. První Filípkův fejeton „Půlnoční rozjímání o šetrnosti městských a venkovských děvčat“ vyšel 24. dubna 1836. Jako autor, a nejen fejetonů, vynikal vtipem a výstižností postřehu. Když zakladatel Kwětů J. K. Tyl roku 1836 z redakce odešel, Filípek zůstal a jeho činnost kvantitou dosáhla vrcholu. Publikoval také v almanachu „Vesna, almanach pro kvetoucí svět“, v časopisech „Česká včela“ a „Vlastimil, přítel osvěty a zábavy““; pracoval také jako korektor v tiskárně Jeřábek, dohlížel na správný jazyk v časopisu „Lumír“. V roce 1839 se odstěhoval od J. K. Tyla a s kamarády Františkem Jaromírem Rubešem, Františkem Hajnišem a Karlem Tupým bydlel U Černé růže na Příkopech. Založil v r. 1841 tehdy oblíbený časopis „Paleček, milovník žertu a pravdy“ (s Rubešem a Hajnišem) a byl jeho redaktorem. Od roku 1846 Filípek redigoval „Pražský všeobecný domácí a hospodářský kalendář“, také později pracoval v politickém časopise „Pozor“ (od února 1863), ten však po jeho smrti zanikl. Obsáhlá je také jeho překladatelská činnost: z francouzštiny a němčiny překládal pro tisk novely a články, ale i divadelní hry. Stavovské divadlo, zejm. po r. 1846 uvedlo více než 8 her v jeho překladu.

### Organizátor plesů
Z diskusí přátel okolo Tyla vyplynula potřeba oživení českého společenského života pořádáním zábav a plesů. Mezi hlavní organizátory patřil kromě Tyla, Rubeše, Tupého a Josefa Pichla také Filípek. Po úspěchu první merendy o masopustu 1835 následovaly další a 5. února 1840 se pořádal již první český bál-ples (další za rok již v Žofínském sále). Filípek patřil dále mezi organizátory mnoha dalších velkých čs.plesů, podílel se na pořádání prvních šesti českých tanečních besed (1841), přispěl do publikace „Česká beseda“, vydané Tylem r.1842.

## Připomínání

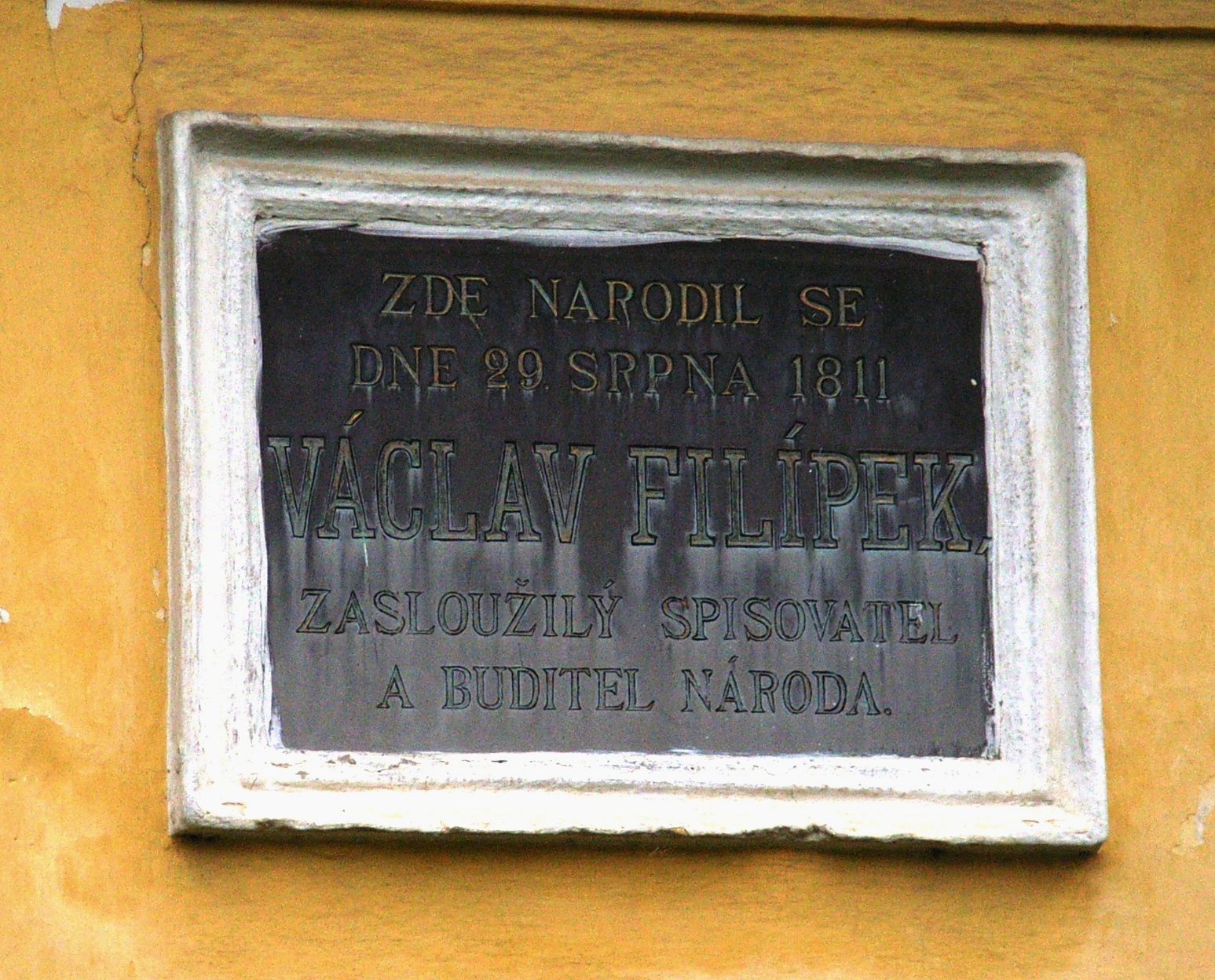
Pamětní deska na rodném domě ve Veselí nad Lužnicí

Václav Filípek – básník, novinář, herec a přítel J. K. Tyla svým dílem – jako zakladatel českého fejetonu ovlivnil i Jana Nerudu a V. Hálka. O Filípkovi napsal v roce 1887 Alois Mattuška práci: Václav Filípek, zasloužilý spisovatel a vlastenec český. V roce 75. výročí narození byla (1886) Václavu Filípkovi na rodném domě ve Veselí nad Lužnicí (v dnešní ulici Václava Filípka) odhalena pamětní deska s textem: ZDE NARODIL SE DNE 29.SRPNA 1811 VÁCLAV FILÍPEK ZASLOUŽILÝ SPISOVATEL A BUDITEL NÁRODA. Jeho hrob najdeme na Vyšehradském hřbitově v Praze.

## Z díla
- Vydával:
  - Paleček ( vycházel 1841–1847, celkem 19 svazků po 72 stranách)
  - Vlastenecký kalendář (vydával 1852–1861)
- novely:
  - Masopustní láska (almanach „Vesna)
  - Červený drak s modrou korunkou (1840)
  - Svatební dar (1840)
  - Rubiniho láska (1840)
  - Šest neděl po svatbě
  - Některé novely byly vydány opět v r.1882
- Divadelní hry:
  - Pomoc z říše kouzelné (veselohra – 1839)
  - Duchové sedmi šedivých bratrů na besedě (báchorka – 1845)